# Moschea di Abu al-Hajjaj
La moschea di Abū al-Hajjāj è una moschea del XIII secolo, edificata nell'antica città di Luxor in Egitto. È situata all'interno del Grande cortile di Ramses II, parte dell'antico complesso del tempio di Luxor. Il luogo religioso è continuamente attivo da più di 3.400 anni, in quanto nel 395 d.C. i Romani lo convertirono in chiesa, la quale venne riconvertita a sua volta in moschea nel 640.

## Descrizione
La moschea attuale risale al 1286 d.C. (658 H) ed è una piccola costruzione in stile ayyubide, presente sul lato nord-orientale del tempio di Luxor. Si ritiene che il minareto della moschea sia precedente, forse dell'XI secolo. La moschea fu ricostruita numerose volte, l'ultima nel XIX secolo. 
Essa è il mausoleo di Abū al-Hajjāj Yusuf (m. 1243) che fu uno sceicco sufi nato a Baghdad novant'anni prima, ma che passò lunga parte della sua vita a Luxor in Egitto. Abū al-Hajjāj è il santo protettore di Luxor e la sua moschea è il cuore di varie attività religiose.

## Festività
A metà del mese lunare islamico di Sha'ban, a Luxor si svolge il mawlid di Abu al-Hajjaj al-Uqṣūrī, celebrazioni che si prolungano per tre giorni nelle strade della città.

## Galleria d'immagini

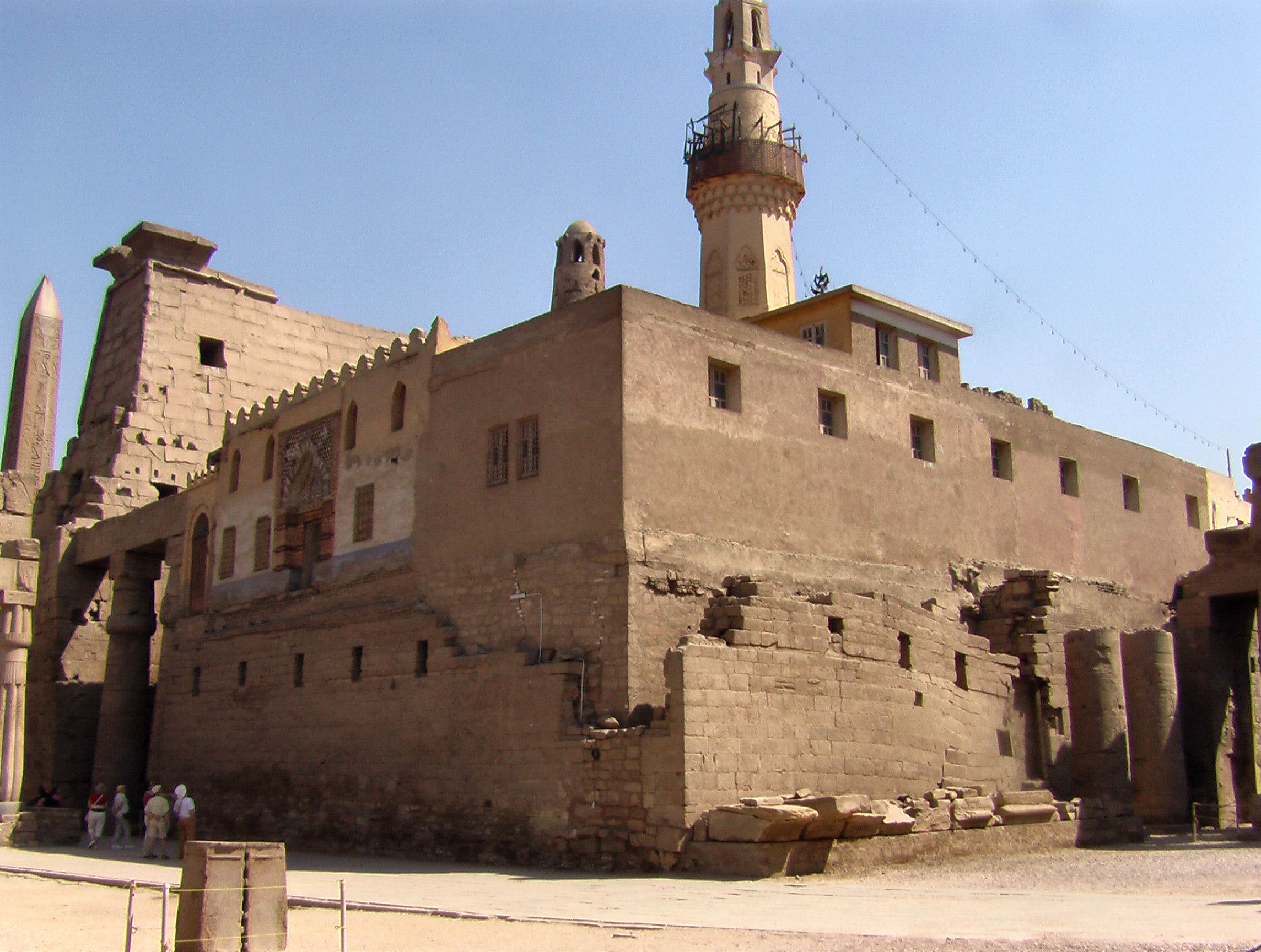
Moschea di Abu al-Hajjaj dall' interno del tempio di Luxor
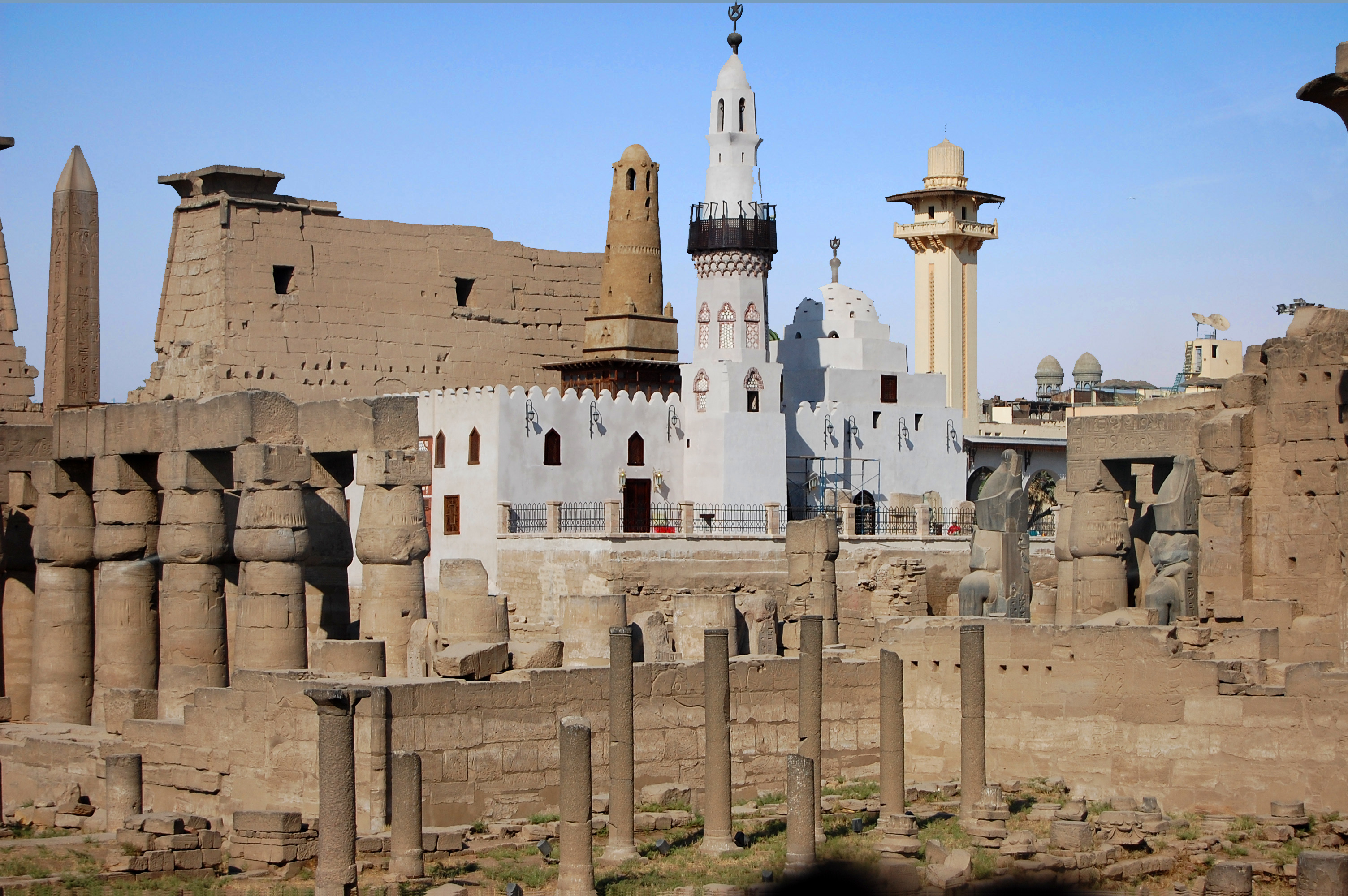
Panoramica del complesso del tempio di Luxor e della moschea di Abu al-Hajjaj sullo sfondo
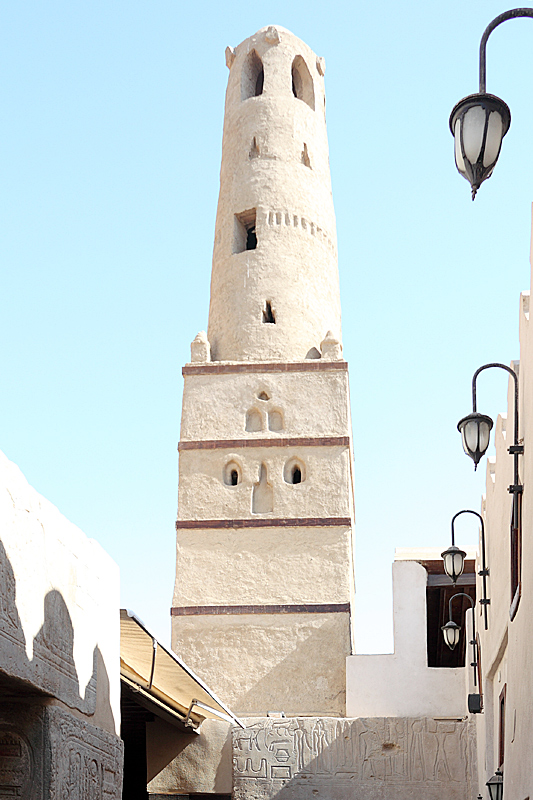
Minareto fatimide della moschea
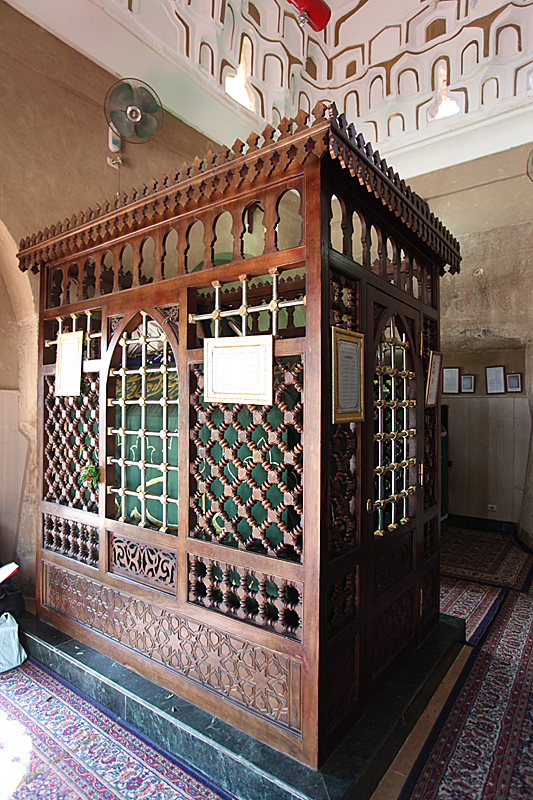
Cenotafio del santo nella moschea